# Bermudy a Unia Europejska
Bermudy są brytyjskim terytorium zależnym o statusie terytorium zamorskiego (overseas territory). Terytorium nie jest częścią Unii Europejskiej i tylko w minimalnym stopniu respektuje prawo wspólnotowe. Jako jedno z nielicznych terytoriów zależnych Bermudy - na własną prośbę - nie są objęte decyzją Rady ws. części IV Traktatu ustanawiającego Wspólnotę Europejską. Mimo to wymienione są w Aneksie II Traktatu ustanawiającego Wspólnotę Europejską. Uczestniczy w Spotkaniach Partnerskich UE - Brytyjskie Terytoria Zależne. Mimo posiadania obywatelstwa brytyjskiego, a co za tym idzie obywatelstwa Unii Europejskiej, na Bermudach nie odbywają się wybory do Parlamentu Europejskiego.
| Terytorium specjalne | aplikacja prawa wspólnotowego | stosowanie prawa wspólnotowego w lokalnym sądownictwie? | EURATOM? | Obywatelstwo UE? | wybory europejskie? | Strefa Schengen? | strefa VAT UE? | obszar celny UE? | jednolity rynek? | strefa euro? |
| -------------------- | ----------------------------- | ------------------------------------------------------- | -------- | ---------------- | ------------------- | ---------------- | -------------- | ---------------- | ---------------- | ------------ |
| Bermudy              | minimalne                     | Nie                                                     | Tak      | Tak              | Nie                 | Nie              | Nie            | Nie              | częściowo        | Nie, BMD     |